# Trofee Maarten Wynants 2019 (mannen)
De 9de editie van de Belgische wielerwedstrijd Trofee Maarten Wynants voor mannen werd verreden op 12 mei 2019. De start en finish vonden plaats in Houthalen-Helchteren. De winnaar was Taco van der Hoorn, gevolgd door Rutger Wouters en Marco Doets.

## Uitslag
| Trofee Maarten Wynants 2019 |                    |                                    |            |
| Plaats                      | Naam               | Ploeg                              | Tijd       |
| Winnaar                     | Taco van der Hoorn | Team Jumbo-Visma                   | 3u 26' 21" |
| 2                           | Rutger Wouters     | VP Consulting-Zannata Cycling Team | 13"        |
| 3                           | Marco Doets        | Alecto Cyclingteam                 | z.t.       |
| 4                           | Maarten Wynants    | Team Jumbo-Visma                   | z.t.       |
| 5                           | Pieter Jacobs      | Hubo-Titan Cargo CT                | z.t.       |
| 6                           | Milan Menten       | Sport Vlaanderen-Baloise           | z.t.       |
| 7                           | Mike Teunissen     | Team Jumbo-Visma                   | z.t.       |
| 8                           | Glenn Debruyne     | Home Solution-Soenens Cycling Team | z.t.       |
| 9                           | Nicolas Cleppe     | Telenet-Fidea Lions                | z.t.       |
| 10                          | Thijs Aerts        | Telenet-Fidea Lions                | z.t.       |